# Verlag Jungbrunnen
Der Verlag Jungbrunnen ist ein Kinder- und Jugendbuchverlag mit Sitz in Wien. Er wurde 1923 von den Österreichischen Kinderfreunden gegründet, die bis heute Verlagseigentümer sind. Bekannt ist der Verlag für seine vielfach ausgezeichneten Autoren sowie Illustratoren (z. B. Rachel van Kooij, Albert Wendt, Heinz Janisch, Helga Bansch oder Michael Roher) und auch für seine Klassiker (z. B. Das kleine Ich-bin-ich und Die Omama im Apfelbaum von Mira Lobe und Susi Weigel oder die Stanislaus-Bände von Vera Ferra-Mikura und Romulus Candea).

## Verlagsgeschichte
Gegründet wurde der Verlag 1923 von den Österreichischen Kinderfreunden. 1925 wurde das erste Buch herausgebracht: Die Kinder klagen an – Kinderbriefe über die Prügelstrafe von Anton Tesarek, Mitglied der Kinderfreunde und Gründer der Roten Falken. Die ersten Veröffentlichungen waren Publikationen, die für die sozialistische Bildungs- und Erziehungsarbeit benötigt wurden. 1934 wurde der Verlag aufgrund des Verbots der Sozialistischen Partei und ihrer Teilorganisationen aufgelöst. 1946 wurde der Verlag wieder neu gegründet, jetzt als Unternehmen des Vereins „Sozialistische Partei Österreichs, Freie Schule – Kinderfreunde“. Gleich nach dem Krieg wurde Jakob Bindel zum Bundessekretär der Kinderfreunde und damit auch verantwortlich für den Verlag. Diese Regelung, dass der Bundessekretär der Kinderfreunde automatisch als Verlagsleiter fungierte, war bis in die 1980er Jahre in Kraft.
1951 und 1952 erschien je eine Anthologie, die Texte von damals jungen, noch vollkommen unbekannten Autoren versammelte (u. a. Marlen Haushofer, Ilse Aichinger, Andreas Okopenko, Gerhard Fritsch). Diese Anthologien sind aus zweierlei Gründen relevant, zum einen, da dies ausnahmsweise gegen die sonstige Programmschiene des Verlages Literatur für Erwachsene war, zum anderen, weil all diese Autoren heute von großer Bedeutung sind. 1954 wurde zum ersten Mal der Kinder- und Jugendbuchpreis der Stadt Wien vergeben, und zwar an einen Jungbrunnen-Titel: Giovanna und der Sumpf von Karl Bruckner. Auch der erste Österreichische Staatspreis für Jugendliteratur wurde 1955 an ein Buch des Jungbrunnen-Verlags verliehen: „Prinz Seifenblase“ von Irene Stemmer. 
Ende 1962 übernahm Kurt Biak als neuer Bundessekretär die Verantwortung für den Verlag. Biak öffnete den Verlag in Richtung Buchhandel und begann, die ersten Hausautoren und Illustratoren aufzubauen und zu binden: Vera Ferra-Mikura, Romulus Candea, Karl Bruckner und Winfried Bruckner. 1966 wurde Hans Matzenauer, der spätere Wiener Stadtschulratspräsident, Bundessekretär der Kinderfreunde. Sein Anliegen war es, brisante und politische Themen in das Programm des Jungbrunnen-Verlages zu bringen. Sein Leitmotto: jungen Menschen abseits von Klischees die Welt so zeigen, wie sie ist. Bücher wie Ernst Gehmachers Wir waren dabei, das die Nazivergangenheit behandelt oder Wolf Harranths Bilderbuch „Da ist eine wunderschöne Wiese“, das sich schon 1972 mit dem Umweltschutz beschäftigte, stehen prototypisch für Matzenauers Programmlinie.
Ein Zeichen dafür, dass der Verlag sich zu dieser Zeit bereits von der parteipolitischen Prägung gelöst hatte, war die Tatsache, dass 1979 der erste Katholische Kinder- und Jugendbuchpreis einem Jungbrunnen-Titel verliehen wurde: Warte nicht auf einen Engel von Else Breen. Mit der inhaltlichen Profilierung ging auch die vertriebliche Professionalisierung einher, man begann über die Grenzen Österreichs hinaus die Bücher auch in Deutschland und in der Schweiz zu verkaufen. 1982 wurde Hubert Hladej, der vom Verlag Jugend & Volk kam, zum ersten Geschäftsführer, der nicht Bundessekretär der Kinderfreunde war. Wolf Harranth, der seit 1960 als Lektor für Jungbrunnen arbeitete aber schon lange auch als erfolgreicher Übersetzer und Autor tätig war, wurde zwei Jahre später sein Nachfolger und blieb bis 1985 Jungbrunnen-Geschäftsführer. Ellen Weigel folgte ihm nach. Von 1992 bis 2021 war Hildegard Gärtner Geschäftsführerin und Anfang 2022 übernahm Anna Stacher-Gfall diese Position. 1995 wurde der Verlag in eine GmbH umgewandelt. Bis heute ist er weiterhin im Eigentum der Österreichischen Kinderfreunde. Die Arbeit des Verlags Jungbrunnen wurde mit vielen Preisen ausgezeichnet, seit 1955 erhielten allein 62 Jungbrunnen-Bücher den Österreichischen Staatspreis (seit 1973 „Österreichischer Kinder- und Jugendbuchpreis“).

## Programm
Auch heute noch legt der Verlag nach eigenen Angaben großen Wert auf brisante Themen sowie auf hohe Qualität bei Inhalt, Sprache und Illustrationen abseits des Mainstreams. Jungbrunnen will junge Leser unterhalten, ohne ihnen triviale Ideal- und Scheinwelten vorzugaukeln. Originalausgaben überwiegen im Verlag Jungbrunnen, nur in seltenen Fällen werden Lizenzen angekauft. Wesentliches Prinzip des Verlags ist es, mit Autoren und Illustratoren nicht nur für einzelne Bücher, sondern langfristig zusammenzuarbeiten. Einen wichtigen Stellenwert nimmt der Verkauf von Lizenzen ein, 75 Prozent aller Titel wurden in andere Sprachen übersetzt. Jedes Jahr erscheinen durchschnittlich zehn bis zwölf neue Bücher, die Hälfte davon sind Bilderbücher, die andere Hälfte sind Kinder- und Jugendbücher.
Der Jungbrunnen Verlag pflegt nicht nur konsequent seine Backlist, die unter anderem Klassiker von Mira Lobe und Vera Ferra-Mikura enthält, er veröffentlicht auch immer wieder Erstlingswerke und baut so neue Talente auf (wie z. B. Helga Bansch, Rachel van Kooij, Brigitte Jünger).

## Autoren des Verlages (Auswahl)
- Helga Bansch
- Deborah Ellis
- Vera Ferra-Mikura
- Sylvia Graupner
- Michael Hammerschmid
- Wolf Harranth
- ISOL
- Heinz Janisch
- Reinhardt Jung
- Robert Klement
- Mira Lobe
- Michèle Minelli
- Iva Procházková
- Jens Jörg Rieck
- Michael Roher
- Karl Rühmann
- Hubert Schirneck
- Robert Schneider
- Kathrin Steinberger
- Elisabeth Steinkellner
- Peter Turrini
- Rachel van Kooij
- Albert Wendt
- Linda Wolfsgruber

## Illustratoren des Verlages (Auswahl)
- Helga Bansch
- Sylvia Graupner
- Gerhard Haderer
- ISOL
- Angelika Kaufmann
- Winfried Opgenoorth
- Michael Roher
- Susi Weigel
- Linda Wolfsgruber

## Auswahl der wichtigsten Auszeichnungen
- 2024: Bruno-Kreisky-Preis für das politische Buch: Preis für besondere verlegerische Leistungen[4]

### Österreichischer Kinder- und Jugendbuchpreis
- seit 1955 62 Mal Österreichischer Kinder- und Jugendbuchpreis, u. a.
  - 1955: Irene Stemmer für Prinz Seifenblase
  - 1962: Vera Ferra-Mikura für Der alte und der junge und der kleine Stanislaus
  - 1965: Mira Lobe für Die Omama im Apfelbaum
  - 1982: Wolf Harranth/Christina Oppermann-Dimow für Mein Opa ist alt und ich hab ihn sehr lieb
  - 1986: Wolf Harranth/Winfried Opgenoorth für Da ist eine wunderschöne Wiese
  - 1995: Reinhardt Jung für Das geheime Wissen der Pinguine 2
  - 2001: Heinz Janisch/Helga Bansch für Zack Bumm!
  - 2006: Rachel van Kooij für Der Kajütenjunge des Apothekers
  - 2007: Robert Klement für 70 Meilen zum Paradies
  - 2013: Michael Roher für Oma, Huhn und Kümmelfritz
  - 2014: Rosemarie Eichinger für Essen Tote Erdbeerkuchen?
  - 2015: Lizzy Hollatko für Der Sandengel
  - 2016: Kathrin Steinberger für Manchmal dreht das Leben einfach um
  - 2019: Albert Wendt für Henrikes Dachgarten
  - 2020: Frauke Angel/Julia Dürr für DISCO!
  - 2020: Agi Ofner für Nicht so das Bilderbuchmädchen
  - 2023: Michael Hammerschmid/María José de Tellería für wer als erster

### Kinder- und Jugendbuchpreis der Stadt Wien
- seit 1954 60 Mal Kinder- und Jugendbuchpreis der Stadt Wien, u. a.
  - 1954: Karl Bruckner für Giovanna und der Sumpf
  - 1964: Vera Ferra-Mikura/Romulus Candea für Lustig singt die Regentonne
  - 1970: Mira Lobe/Susi Weigel für Das Städtchen Drumherum (Illustrationspreis)
  - 1972: Mira Lobe/Susi Weigel für Das kleine Ich-bin-ich
  - 1984: Renate Welsh für Wie in fremden Schuhen
  - 1999: Heinz Janisch für Ich schenk dir einen Ton aus meinem Saxophon
  - 2008: Heinz Janisch/Helga Bansch für Frau Friedrich
  - 2013: Michael Roher für Oma, Huhn und Kümmelfritz
  - 2015: Helga Bansch für Die Rabenrosa (Illustrationspreis)
  - 2017: Lizzy Hollatko für Der Sommer der kleinen Manto
  - 2020: Agi Ofner für Nicht so das Bilderbuchmädchen
  - 2020: Helga Bansch für Leni, Schwein und der andere
  - 2022: Michael Hammerschmid für wer als erster

### Deutscher Jugendliteraturpreis
- Deutscher Jugendliteraturpreis, u. a.
  - 1965: Winfried Bruckner für Die Pfoten des Feuers (Auswahlliste)
  - 1992: Reinhardt Jung für Mord in der Sierra (Auswahlliste)
  - 2004: Vincent Cuvellier/ Candice Hayat für Die Busfahrerin (Nominierung)
  - 2013: ISOL für Ein Entlein kann so nützlich sein (Nominierung)

### Deutscher Kinderhörbuchpreis
- 2013 Deutscher Kinderhörbuchpreis BEO für die Audio-CD Das kleine Ich-bin-ich (Longlist)

### IBBY Honour List
- IBBY Honour List
  - 1982: Roy Brown: Am Ende der Spur (für die Übersetzung von Wolf Harranth)
  - 1984: Malcolm Bosse: Ganesh (für die Übersetzung von Wolf Harranth)
  - 1990: Mira Lobe für Die Sache mit dem Heinrich
  - 2004: Helga Bansch für Es gibt so Tage … (für Illustration)
  - 2012: Anne Laurel Carter: Amani, das Hirtenmädchen (für die Übersetzung von Brigitte Rapp)
  - 2014: Michael Roher für Oma, Huhn und Kümmelfritz
  - 2016: Deborah Ellis für Ich heiße Parvana (für die Übersetzung von Brigitte Rapp)
  - 2022: Eva Roth für Lila Perk